# رون تشاندلر
رون تشاندلر (بالإنجليزية: Ron Chandler)‏ هو متسابق دراجات نارية بريطاني. نافس في سباقات بطولة العالم لفئة 500 سي سي ولفئة 350 سي سي ولفئة 50 سي سي. كما شارك في كأس جزيرة مان السياحية.